# Huis Nederhoven

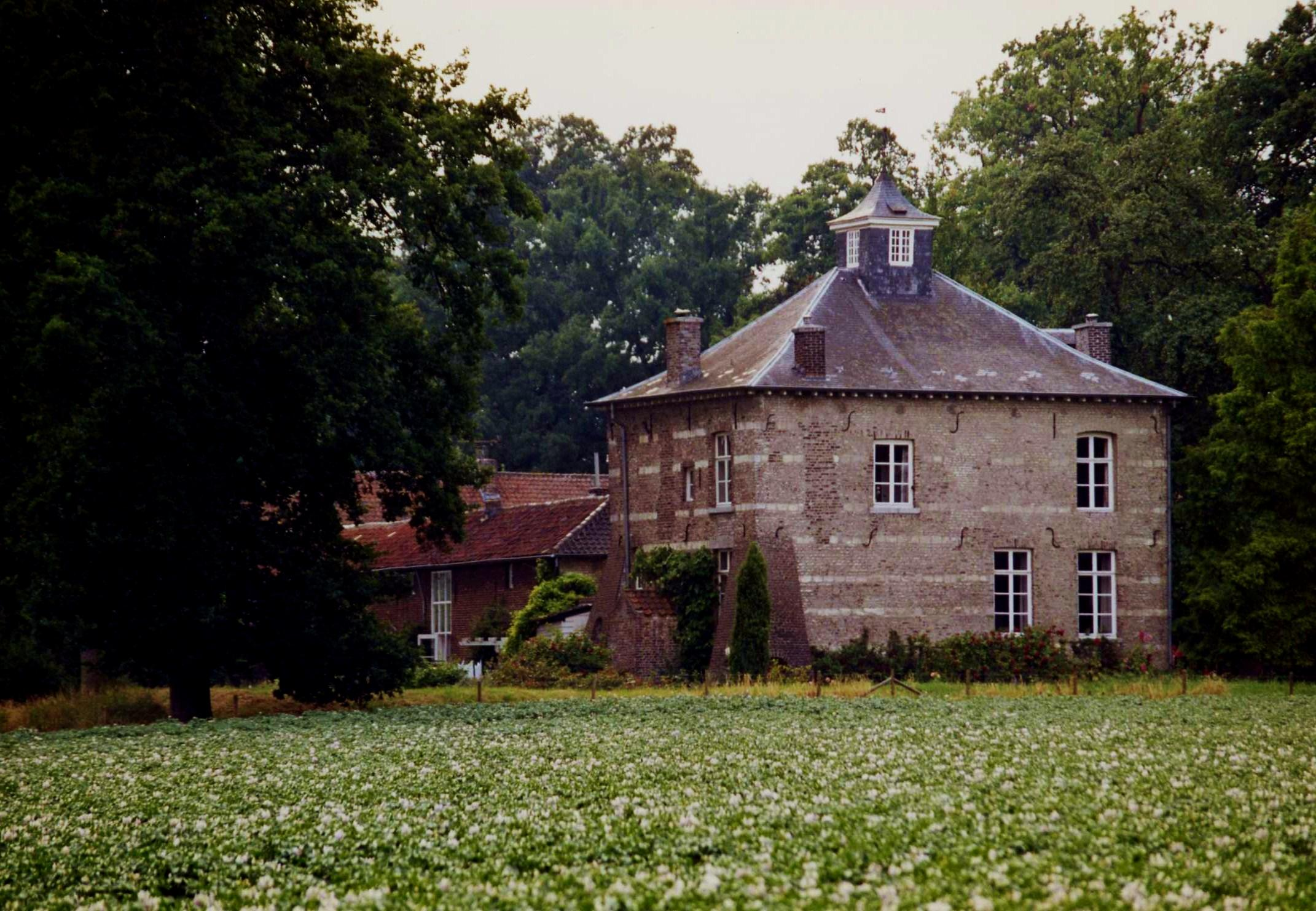
Huis Nederhoven

Het Huis Nederhoven is een omgracht jachthuis met koetshuis en boerderij op de noordoever van de Sleijbeek in Beegden in de Nederlandse provincie Limburg. Het landgoed was tot aan de Franse Revolutie een leen van het graafschap Horn.
Het huidige huis verrees in 1614 op de fundamenten van het eerste huis uit de 15e eeuw. Naast het huis zijn dienstvleugels gebouwd. Een muur scheidt de tuin van het huis van binnenplaats van de boerderij. Deze muur is nog gebruikt als gemeentegrens tussen Beegden en Heel.
Omstreeks 1775 werden de bijgebouwen verhoogd en het huis aangepast. In 1819 is de vierkante uitzichtkoepel, het ‘torentje’, geplaatst. Het jaartal is nog terug te vinden op de windvaan op de top van het torentje.
In de jaren 1963-1964 is het huis gerestaureerd en vanaf 1965 permanent bewoond. Het koetshuis en de paardenstallen zijn in 1968 ingericht voor bewoning annex gastenverblijf. De boerderij was lange tijd een gemengd bedrijf, maar fungeert nu als akkerbouwbedrijf.
Nederhoven is een landgoed in de zin van de Natuurschoonwet en een beschermde historische buitenplaats. De lindelaan is de toegang tot het landgoed vanaf de openbare weg, de Nieuwstraat (Beegden) en Dorpsstraat (Heel). Het huis en de boerderij zijn rijksmonument.
Om het huis ligt een landgoed van 8 ha, bestaande uit loof- en naaldbos, met enkele oude lanen en weilanden. Tot de vogels behoren ijsvogel en Wielewaal.